# Rhynchostegium alboviridum
Rhynchostegium alboviridum là một loài rêu trong họ Brachytheciaceae. Loài này được R.S. Williams mô tả khoa học đầu tiên năm 1909.